# Комсі
Ко́мсі (ест. Komsi küla) — село в Естонії, у волості Отепяе повіту Валґамаа.

## Населення
Чисельність населення на 31 грудня 2011 року становила 70 осіб.

## Історія
До 21 жовтня 2017 року село входило до складу волості Пука.